# 自転車屋さんの高橋くん
『自転車屋さんの高橋くん』（じてんしゃやさんのたかはしくん）は、松虫あられによる日本の漫画作品。2019年4月3日から、『トーチweb』（リイド社）にて連載中。単行本は既刊5巻（2022年5月26日時点）。2022年8月時点で累計100万部を突破している。
岐阜県大垣市が主な舞台となっていることが縁で、同市の観光協会のパンフレットに本作のイラストが使用されているほか、劇中で登場する観光名所が紹介されている。
2022年11月にテレビ東京系列の「木ドラ24」枠でテレビドラマ化された。

## 登場人物
飯野朋子（はんの ともこ）
岐阜に暮らす30歳の会社員。東京出身。通称「パン子」。食パンを咥えながら自転車通勤する。
高橋遼平（たかはし りょうへい）
岐阜の自転車店「高橋サイクル」を営む青年。26歳。口にピアスで前髪が金髪のヤンキー。

## 書誌情報
- 松虫あられ『自転車屋さんの高橋くん』 リイド社〈torch comics〉、既刊8巻（2024年11月28日現在）
  1. 2019年11月22日発売[6]、ISBN 978-4-8458-6033-3
  2. 2020年5月22日発売[7]、ISBN 978-4-8458-6057-9
  3. 2021年1月22日発売[8]、ISBN 978-4-8458-6074-6
  4. 2021年8月27日発売[9]、ISBN 978-4-8458-6100-2
  5. 2022年5月26日発売[10]、ISBN 978-4-8458-6124-8
  6. 2023年2月24日発売[11]、ISBN 978-4-8458-6153-8
  7. 2023年11月24日発売[12]、ISBN 978-4-8458-6605-2
  8. 2024年11月28日発売[13]、ISBN 978-4-8458-6773-8

## 受賞歴
- 「第10回ananマンガ大賞」準大賞[2]
- 「マンガ大賞2022」第10位[2]

## テレビドラマ
2022年11月4日から12月23日まで、テレビ東京系列の「木ドラ24」枠にて放送された。主演は鈴木伸之。
原作と同じく岐阜県大垣市を舞台としており、同市でロケが行われた。

### キャスト

#### 主要人物
高橋遼平（たかはし りょうへい）〈26〉
演 - 鈴木伸之
主人公。岐阜の自転車店「タカハシサイクル」を営むヤンキーの青年。下戸。
飯野朋子（はんの ともこ）/ パン子〈30〉
演 - 内田理央（少女時代：吉田帆乃華）
ヒロイン。岐阜で一人暮らしする会社勤めのアラサー女性。東京（立川）出身。

#### 周辺人物

##### 遼平の関係者
清水将也 / 将やん〈26〉
演 - 柾木玲弥
遼平の高校の同級生。中華料理屋「中華飯店 将ちゃん」の跡取り。
清水将太〈4〉
演 - 近江晃成
将也の息子。
三輪照幸 / テルちゃん〈26〉
演 -  木村文哉
遼平の高校の同級生。アニメと漫画好き。
高橋惣司
演 - 斉木しげる
遼平の祖父。憎まれ口を叩きながらも、遼平の朋子との恋愛を応援する。

##### 朋子の関係者
佐藤貴美子 / キミちゃん
演 - 長井短
朋子の同僚。同期入社の間柄。
朋子を田中課長のハラスメントから守ってきたが、交際相手との子供の妊娠を機に退職する。
山本耕起〈30〉
演 - 瀬口黎弥（FANTASTICS from EXILE TRIBE）
朋子の同僚。朋子と同じく東京（多摩）出身。
世間体でなく自分の気持ちが大切との朋子の言葉に後押しされ、祖母に同性愛者と明かす。
河村佐由利
演 - 寺本莉緒
朋子の後輩。本当は特撮好き女子だがウケ狙いと思われるのが嫌で、美容とファッション好き女子を演じている。
特撮のコミュニティーで知り合ったテルちゃんと交際している。
田中宏明
演 - 山口森広
朋子の上司。セクハラ、パワハラ課長。
飯野聡子
演 - 濱田マリ
朋子の母親。
たもつ
演 - パリン、リボン
飯野家の飼い犬。グレートピレニーズの老犬。
「株式会社たいまつ」の社員
演 - 秋田卓郎、河合良輔、今泉良彦、市野倖大、渡邊裕也、来夏、松山理映、平野美奈
朋子の同僚たち。

#### 第2話
岡田悠仁、今堀未央
演 - 早乙女駿治、大峰ユリホ
朋子が山本に誘われて観に行った恋愛映画「ハルジオンの約束」の主演キャスト。
ダニエル・カール
演 - ダニエル・カール
朋子が立川の実家に帰省した時に見ていたテレビ番組「YOUは何しに日本へ?」のナレーター。

#### 第5話
近所のおばさん
演 - 野路ももこ
朋子の実家の近所のおばさん。たもつが人に吼えないことに感心する。
高橋進司
演 - 大沢健
遼平の父親。女装癖のある同性愛者で、失踪して岐阜の家庭を捨てている。
朋子と東京から岐阜に帰ろうとしていた遼平が立ち寄った飲食店に偶然居合わせ、遼平と再会する。

#### 第7話
山口美香、さとし
演 - 星野奈緒、福地展成
遼平の高校の同級生たち。酔っぱらて「将ちゃん」に来店し、美香は遼平にヤリチンと絡んでくる。
清子（せいこ）
演 - 大澤洋子
山本耕起の祖母。大量の見合い写真を持参し耕起を訪ねて岐阜までやって来る。
しかし、耕起から同性愛者と明かされ、何度もひ孫が見たいと圧力をかけてしまったと詫びる。

#### 最終話
青木志朗
演 - 近江谷太朗
朋子の父親。自分勝手で、自分の考えを周囲に押し付ける人物。
青木珠美
演 - 金沢雅美
志朗の再婚相手。隼人の母。
青木隼人
演 - 武知海青（THE RAMPAGE from EXILE TRIBE）
朋子の異母弟。たもつの元々の飼い主。ひきこもりの青年。
タケル
演 - こまち
青木家の飼い犬。ウェルシュ・コーギー。

### スタッフ
- 原作 - 松虫あられ『自転車屋さんの高橋くん』（リイド社刊）[29]
- 脚本 - 北川亜矢子[29]
- 音楽 - 坂本秀一
- オープニングテーマ - THE BEAT GARDEN「初めて恋をするように」（Universal Sigma）[30]
- エンディングテーマ - 鈴木伸之「フタリノリ」[31]
- 監督 - 太田勇、八重樫風雅、山下久義[29]
- プロデューサー - 太田勇、森永恭平、後藤和弘[29]
- 企画協力 - LDH JAPAN[29]
- 制作協力 - isai[29]
- 制作 - テレビ東京、レプロエンタテインメント[29]
- 製作著作 -「自転車屋さんの高橋くん」製作委員会[29]

### 放送日程
| 各話   | 放送日   | サブタイトル                       | 監督       |
| ------ | -------- | ---------------------------------- | ---------- |
| 第1話  | 11月04日 | パン子、年下ヤンキー・遼平と出会う | 太田勇     |
| 第2話  | 11月11日 | パン子、遼平の優しさに触れる       | 太田勇     |
| 第3話  | 11月18日 | パン子、あんばよー なりました      | 八重樫風雅 |
| 第4話  | 11月25日 | パン子、遼平に電話をする           | 八重樫風雅 |
| 第5話  | 12月02日 | パン子、居場所を見つける           | 八重樫風雅 |
| 第6話  | 12月09日 | パン子、遼平とケンカする           | 山下久義   |
| 第7話  | 12月16日 | 遼平、山本の秘密を知る             | 太田勇     |
| 最終話 | 12月23日 | パン子、遼平との出会いを思い出す   | 太田勇     |

### 放送局
| 放送期間                       | 放送時間           | 放送局         | 対象地域       | 備考                             |
| ------------------------------ | ------------------ | -------------- | -------------- | -------------------------------- |
| 2022年11月4日 - 12月23日       | 金曜 0:30 - 1:00   | テレビ東京     | 関東広域圏     | 製作局                           |
|                                |                    | テレビ大阪     | 大阪府         |                                  |
|                                |                    | テレビ愛知     | 愛知県         |                                  |
|                                |                    | テレビせとうち | 岡山県・香川県 |                                  |
|                                |                    | テレビ北海道   | 北海道         |                                  |
|                                |                    | TVQ九州放送    | 福岡県         |                                  |
|                                |                    | 岐阜放送       | 岐阜県         | 作品の舞台地・岐阜県の独立放送局 |
| 2022年11月9日 - 12月28日       | 水曜 0:00 - 0:30   | BSテレ東       | 全国           |                                  |
|                                |                    | BSテレ東4K     | 全国           |                                  |
| 2022年11月24日 - 2023年1月12日 | 木曜 0:00 - 0:30   | テレビ和歌山   | 和歌山県       |                                  |
| 2022年12月14日 - 2023年2月2日  | 水曜 23:56 - 24:26 | 南日本放送     | 鹿児島県       |                                  |

### ネット配信
| 配信開始月 | 配信サイト     | 配信料金     | 備考                                               |
| ---------- | -------------- | ------------ | -------------------------------------------------- |
| 2022年11月 | ネットもテレ東 | 広告付き無料 | 見逃し配信                                         |
| 2022年11月 | TVer           | 広告付き無料 | 見逃し配信                                         |
| 2022年11月 | Netflix        | 定額制有料   | 各話地上波放送終了後にディレクターズカット版を配信 |

| テレビ東京系列 木ドラ24                      | テレビ東京系列 木ドラ24                             | テレビ東京系列 木ドラ24                           |
| 前番組                                       | 番組名                                              | 次番組                                            |
| -------------------------------------------- | --------------------------------------------------- | ------------------------------------------------- |
| チェイサーゲーム （2022年9月9日 - 10月28日） | 自転車屋さんの高橋くん （2022年11月4日 - 12月23日） | ヒヤマケンタロウの妊娠 （2023年1月6日 - 2月24日） |